# EHF-Europapokal der Pokalsieger der Frauen 1982/83
Der EHF-Europapokal der Pokalsieger der Frauen 1982/83 war die 7. Auflage des Wettbewerbes, an der 20 Handball-Vereinsmannschaften aus 19 Ländern teilnahmen. Diese qualifizierten sich in der vorangegangenen Saison in ihren Heimatländern im Pokalwettbewerb für den Europapokal.  Im Finale verteidigte der jugoslawische Vertreter RK Osijek seinen Titel aus dem Vorjahr gegen den SC Magdeburg aus der DDR erfolgreich.

## 1. Runde
|                                | Gesamt |                        | Hinspiel | Rückspiel |
| ------------------------------ | ------ | ---------------------- | -------- | --------- |
| RTV 1879 Basel                 | 41:22  | Initia HC Hasselt      | 25:12    | 16:10     |
| G.S. Ariosto Pallamano Ferrara | 71:23  | Istanbul BA            | 14:14    | 19:90     |
| Post SV Wien                   | 57:26  | HB Dudelange           | 29:10    | 28:16     |
| Balonmano Zaragoza             | 32:40  | CA de Campo de Ourique | 15:16    | 17:24     |

Durch ein Freilos zogen Hosle IL, Västerås HF, Budapesti Építők SC, SC Magdeburg, Paris Université Club, SSC Südwest 1947, Frederiksberg IF, Hellas Den Haag, TJ Gottwaldov, Rostselmasch Rostow, ORK Belgrad und Titelverteidiger RK Osijek direkt in das Achtelfinale ein.

## Achtelfinale
|                        | Gesamt |                                | Hinspiel | Rückspiel |
| ---------------------- | ------ | ------------------------------ | -------- | --------- |
| Hosle IL               | 23:24  | Västerås HF                    | 09:14    | 14:10     |
| CA de Campo de Ourique | 20:58  | Budapesti Építők SC            | 07:28    | 13:30     |
| SC Magdeburg           | 55:25  | Paris Université Club          | 30:70    | 25:18     |
| RTV 1879 Basel         | 42:30  | G.S. Ariosto Pallamano Ferrara | 21:14    | 21:16     |
| RK Osijek              | 46:37  | SSC Südwest 1947               | 30:19    | 16:18     |
| Frederiksberg IF       | 33:34  | Hellas Den Haag                | 23:13    | 10:21     |
| Post SV Wien           | 19:59  | TJ Gottwaldov                  | 08:29    | 11:30     |
| Rostselmasch Rostow    | 48:33  | ORK Belgrad                    | 29:13    | 19:20     |

## Viertelfinale
|                     | Gesamt |                     | Hinspiel | Rückspiel |
| ------------------- | ------ | ------------------- | -------- | --------- |
| Rostselmasch Rostow | 42:32  | Budapesti Építők SC | 22:16    | 20:16     |
| Västerås HF         | 37:59  | SC Magdeburg        | 19:27    | 18:32     |
| RK Osijek           | 47:24  | RTV 1879 Basel      | 28:80    | 19:16     |
| Hellas Den Haag     | 29:40  | TJ Gottwaldov       | 17:19    | 12:21     |

## Halbfinale
|               | Gesamt |                     | Hinspiel | Rückspiel |
| ------------- | ------ | ------------------- | -------- | --------- |
| SC Magdeburg  | 42:30  | Rostselmasch Rostow | 18:11    | 24:19     |
| TJ Gottwaldov | 43:44  | RK Osijek           | 22:21    | 21:23     |

## Finale
Das Hinspiel fand am 24. April 1983 in der Magdeburger Hermann-Gieseler-Halle und das Rückspiel am 30. April 1983 in der Športska dvorana Zrinjevac von Osijek statt.
|              | Gesamt |           | Hinspiel | Rückspiel |
| ------------ | ------ | --------- | -------- | --------- |
| SC Magdeburg | 46:46  | RK Osijek | 27:21    | 19:25     |

1. ↑  RK Osijek gewann das Finale aufgrund der Auswärtstorregel.

### Hinspiel
| SC Magdeburg | SC Magdeburg | RK Osijek | RK Osijek |
| | Sonntag, 24. April 1983 in Magdeburg (Hermann-Gieseler-Halle) Ergebnis: 27:21 (13:13) Zuschauer: 1.700 Schiedsrichter: M. Marin, S. Serban ( Rumänien)                                    |           |           |
| Petra Puch, Susanne Oertwig – Claudia Wunderlich, Cornelia Cunert, Kerstin Rast, Kornelia Kunisch , Birgit Deibele, Ivia Rußbüldt, Barbara Hoffmann, Birgit Heinecke, Petra Rußbüldt, Gabriele Günther Trainer: Heinz Krüger | Gordana Begović, Vesna Liović – Ružica Čurić, Elza Pothorski, Rada Tanjga, Vesna Keler, Branka Brkljačić, Rene Gajski, Tadić, Marija Kuna, Tatjana Ritzl, Blažević Trainer: Ivica Nikolić |           |           |
| Rast (11/6) Kunisch (5) Wunderlich (3/2) P. Rußbüldt (3) Heinecke (2) Cunert (1) Deibele (1) I. Rußbüldt (1) | Gajski (9/1) Tanjga (8) Tadić (2) Čurić (1) Kuna (1) |           |           |
| 2 | 8 |           |           |

### Rückspiel
| RK Osijek | RK Osijek | SC Magdeburg | SC Magdeburg |
| | Samstag, 30. April 1983 in Osijek (Športska dvorana Zrinjevac) Ergebnis: 25:19 (11:10) Zuschauer: 1.700 (ausverkauft) Schiedsrichter: Tschartiswili, J. Taranuchin ( Sowjetunion)                                                 |              |              |
| Gordana Begović, Vesna Liović – Ružica Čurić, Elza Pothorski, Rada Tanjga, Branka Brkljačić, Vesna Keler, Rene Gajski, Tadić, Marija Kuna, Tatjana Ritzl, Blažević Trainer: Ivica Nikolić | Petra Puch, Susanne Oertwig – Claudia Wunderlich, Cornelia Cunert, Kerstin Rast, Gabriele Günther, Kornelia Kunisch , Ivia Rußbüldt, Birgit Heinecke, Rosemarie Heinemann, Barbara Hoffmann, Birgit Deibele Trainer: Heinz Krüger |              |              |
| Tanjga (10/5) Gajski (10/4) Čurić (2) Tadić (2) Kuna (1) | Rast (7/5) Wunderlich (5) Cunert (3) Kunisch (2) Heinecke (2) |              |              |
| 1 | 4 |              |              |